# Diocesi di Sila
La diocesi di Sila (in latino Dioecesis Silensis) è una sede soppressa e sede titolare della Chiesa cattolica.

## Storia
Sila, identificabile con Bordj-El-Ksar in Algeria, è un'antica sede episcopale della provincia romana di Numidia.
Sono due i vescovi noti di Sila. Il nome di Donato figura al 92º posto nella lista dei vescovi della Numidia convocati a Cartagine dal re vandalo Unerico nel 484; Donato, come tutti gli altri vescovi cattolici africani, fu condannato all'esilio.
Le scoperte archeologiche hanno restituito una tavoletta di piombo con il nome del vescovo Bonifacio, in occasione della deposizione di reliquie nel 585.
Dal 1925 Sila è annoverata tra le sedi vescovili titolari della Chiesa cattolica; dal 23 dicembre 2010 l'arcivescovo, titolo personale, titolare è Savio Hon Tai-Fai, S.D.B., nunzio apostolico a Malta e in Libia.

## Cronotassi

### Vescovi
- Donato † (menzionato nel 484)
- Bonifacio † (menzionato nel 585)

### Vescovi titolari
- Francis Joseph Spellman † (30 luglio 1932 - 15 aprile 1939 nominato arcivescovo di New York)
- Thomas Arthur Connolly † (10 giugno 1939 - 18 maggio 1950 nominato vescovo di Seattle)
- Cornelius Lucey † (14 novembre 1950 - 24 agosto 1952 nominato vescovo di Cork)
- Joseph Trương Cao Đại, O.P. † (8 gennaio 1953 - 29 giugno 1969 deceduto)
- Alberto Rencoret Donoso † (18 maggio 1970 - 26 febbraio 1976 dimesso)
- Michael Murphy † (1º aprile 1976 - 23 agosto 1980 nominato vescovo di Cork e Ross)
- Leoncio Leviste Lat † (30 ottobre 1980 - 6 novembre 2002 deceduto)
- Angelo Amato, S.D.B. † (19 dicembre 2002 - 20 novembre 2010 nominato cardinale diacono di Santa Maria in Aquiro)
- Savio Hon Tai-Fai, S.D.B., dal 23 dicembre 2010